# 市川鰕十郎 (7代目)
七代目市川 鰕十郎（しちだいめ いちかわ えびじゅうろう、明治2年3月21日（1869年5月2日） - 昭和4年（1929年）10月14日）は明治・大正期の歌舞伎役者。本名、樋口 彌三朗。俳名は紅男、屋号は播磨屋。
東京牛込の生まれ、1875年に三代目淺尾与六の門人で淺尾朝丸。翌年の1876年に初舞台。後の七代目市川團蔵の門人となり實川玉太郎を経て三代目市川瀧十郎を襲名。1920年4月に七代目市川鰕十郎を襲名。
東京の生まれながら関西歌舞伎の中堅幹部で活躍。特に初代中村鴈治郎の一座で敵役で活躍した。